# Alain Caveglia
Alain Caveglia (ur. 28 marca 1968 w Lyonie) – francuski piłkarz, grający na pozycji napastnika.
Caveglia do Ligue 1 trafił w 1990 roku do zespołu FC Sochaux. Wcześniej grał w małym klubie Ligue 2 FC Gueugnon. W 1. lidze zadebiutował 21 lipca 1990 roku w zremisowanym 1–1 meczu ze Stade Brestois. W FC Sochaux-Montbéliard Caveglia grał przez 4 lata, by następnie zaliczyć takie kluby jak Le Havre AC, Olympique Lyon i FC Nantes. W 2000 roku z FC Nantes zdobył Puchar Francji. Potem w lecie 2000 odszedł do Le Havre AC, któremu pomógł awansować do Ligue 1, a w 2002 roku zakończył piłkarską karierę. Caveglia, mimo że regularnie zdobywał bramki w Ligue 1 (jego dorobek to 104 gole w 318 meczach), nigdy nie został zauważony przez żadnego z selekcjonerów reprezentacji Francji.